# Антанас Шкема
Антанас Шкема (лит. Antanas Škėma; нар. 29 грудня 1911 Лодзь, Польща — 11 серпня 1961 Пенсільванія, США) — литовський письменник, драматург, актор та режисер, діяч литовської діаспори у США. 

## Життєпис
Народився у Польщі в сім’ї литовського вчителя. У Лодзі родина Шкеми жила до Першої світової війни. Потім були переїзди в різні місця України. Ці спогади потім відобразяться у творах Шкеми.
1921 – родина повертається до Литви, де Антанас поступає до Kauno «Aušros» gimnazija (Каунаська гімназія «Зоря») — першу гімназію епохи міжвоєнної незалежності Литви. 
1929, після закінчення гімназії поступає на медичний факультет Литовського університету Вітовта Великого, у 1931 перевівся на юридичний факультет. 
1935 – поступає до театральної студії. Ще до її закінчення прийнятий до трупи Каунаського державного театру, де задіяний майже у всіх виставах до 1944, разом із тим сам стає режисером вистав. 
Не маючи жодних ілюзій стосовно власних перспектив в умовах совецького режиму у 1944 Шкема, незадовго до окупації більшовиками Литви, їде на Захід. Пройшовши табори для переміщених осіб у Німеччині, до 1949 він опинився у США, де залишився жити.
Як і більшість представників литовської діаспори, заробляє на життя фізичною працею, працюючи за малу платню на фабриках і працівником готеля. Саме працівник готелю, що зачиняє за постояльцями двері ліфтів, стане героєм його найзначнішого тексту «Balta drobulė». Одночасно з цим він продовжує творчу діяльність: грає і ставить вистави у емігрантському литовському театрі, пише прозаїчні тексти, п’єси та критичні статті.
11 серпня 1961 – загинув у автокатастрофі.